# مصحة بايميو

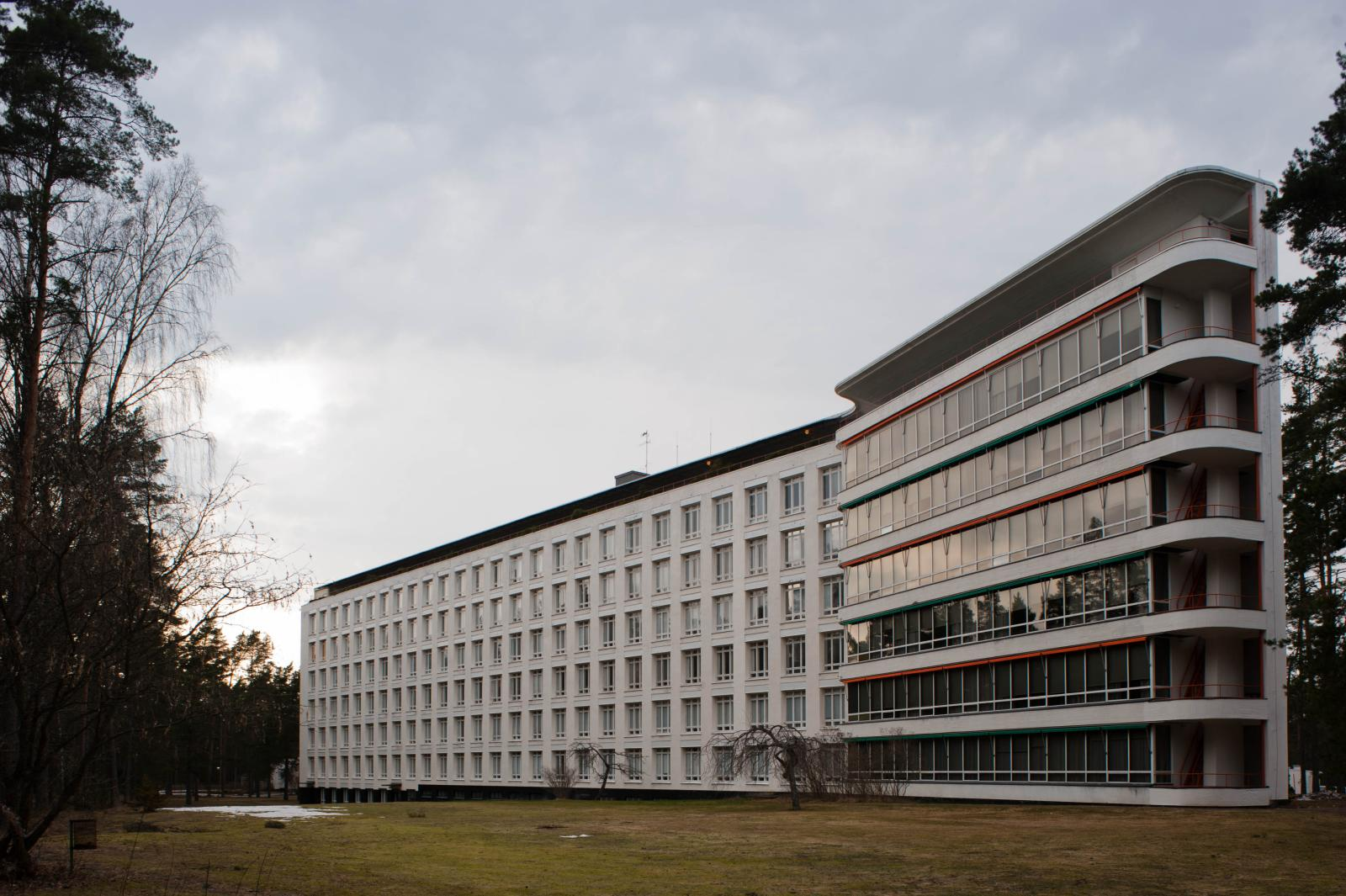
مصحة بايميو

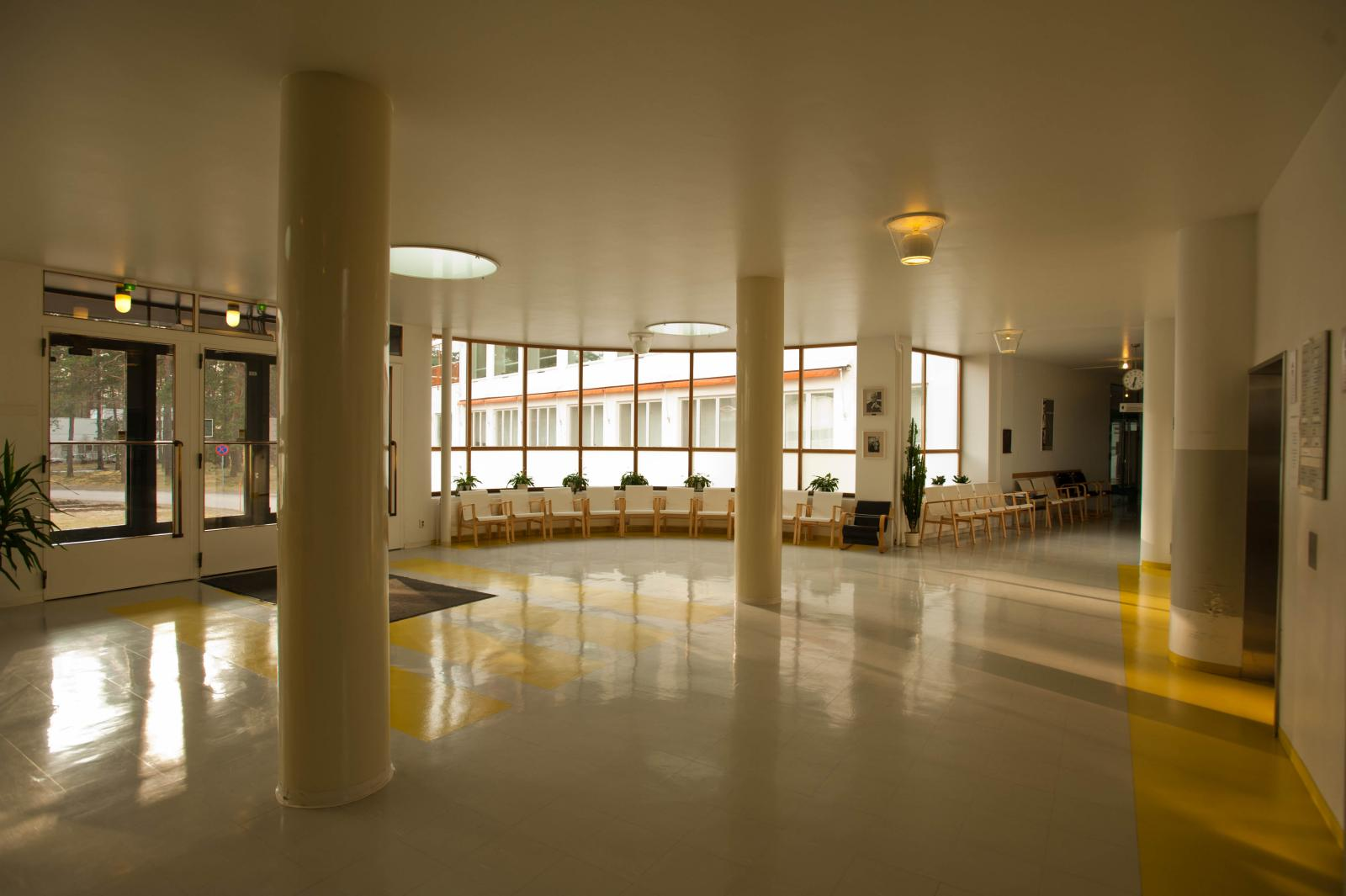
داخل المصحة

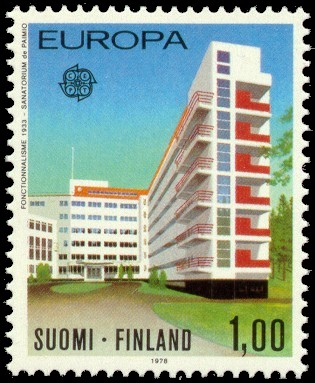
طابع بريدي يصور مبنى مستشفى بايميو

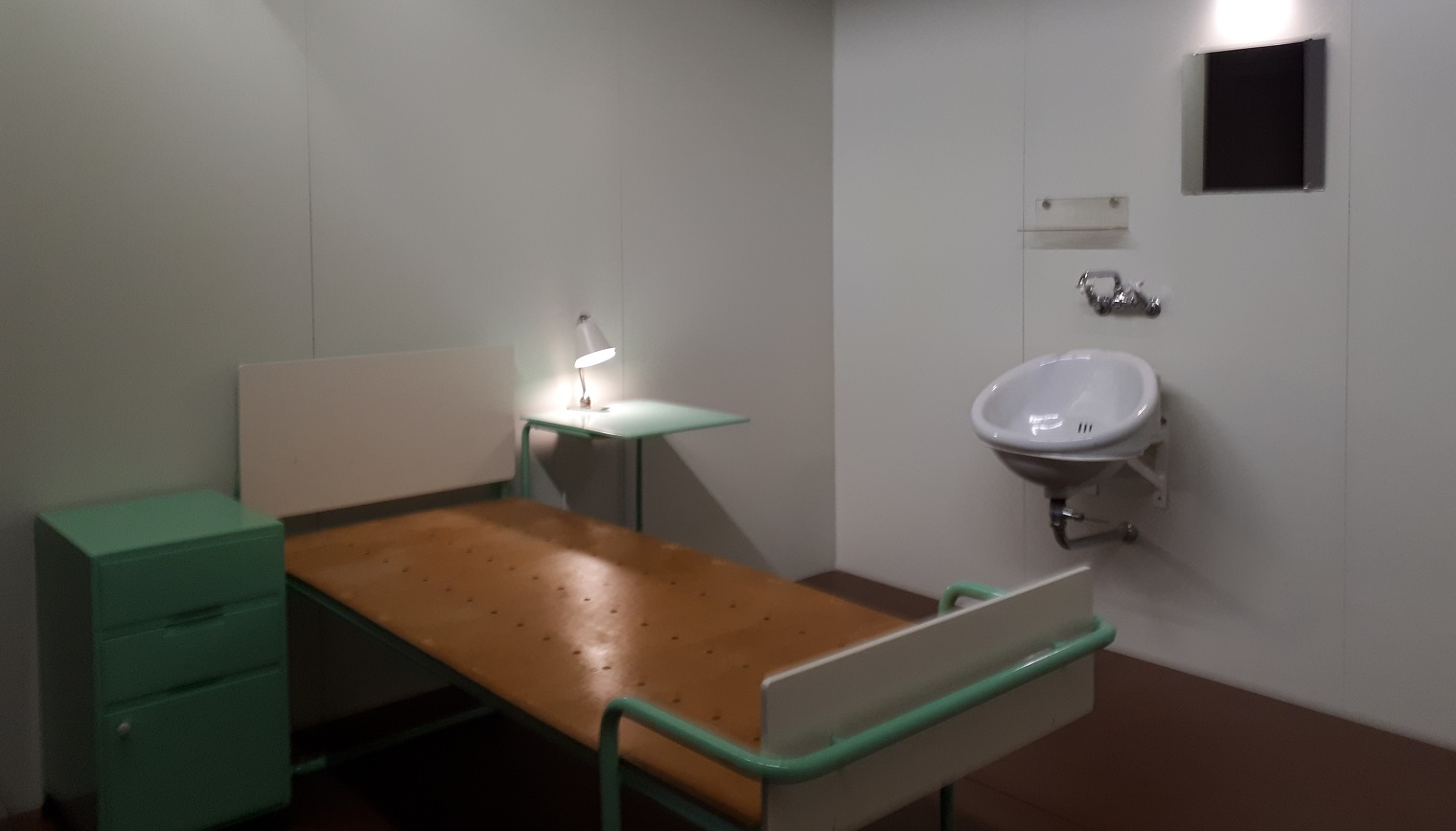
إعادة بناء معرض لغرفة المريض في مصحة

مصحة بايميو (بالفنلندية: Paimion parantola)، (بالسويدية: Pemars sanatorium) هي مصحة سابقة لمرض السل في بايميو، جنوب غرب فنلندا، صممها المهندس المعماري الفنلندي ألفار آلتو. حصل آلتو على لجنة التصميم بعد فوزه بالمسابقة المعمارية للمشروع التي أقيمت في عام 1929. تم الانتهاء من المبنى في عام 1933، وبعد فترة وجيزة تلقى إشادة من النقاد في كل من فنلندا وخارجها. خدم المبنى حصريًا كمصحة لمرض السل حتى أوائل الستينيات، عندما تم تحويله إلى مستشفى عام. اليوم المبنى مملوك لمستشفى جامعة توركو ولكنه لا يعمل كمستشفى؛ بدلاً من ذلك، يعمل المبنى كمركز إعادة تأهيل خاص للأطفال منذ عام 2014. تم ترشيح المصحة لتصبح أحد مواقع التراث العالمي لليونسكو.

## تاريخ
حصل آلتو على عمولة تصميم المبنى بعد فوزه في مسابقة معمارية للمشروع عقدت في عام 1929. على الرغم من أن المبنى يمثل الفترة «الحداثية» في مسيرة آلتو المهنية، واتبع العديد من مبادئ أفكار لو كوربوزييه الرائدة للهندسة المعمارية الحديثة (مثل النوافذ الشريطية، وتراسات الأسطح، وجمالية الماكينة)، إلا أنه حمل أيضًا بذور حركة آلتو اللاحقة نحو نهج أكثر اصطناعية. على سبيل المثال، يتميز المدخل الرئيسي بمظلة على شكل ضبابي على عكس أي شيء تم تصميمه في ذلك الوقت من قبل الجيل الأقدم من المهندسين المعماريين المعاصرين. يعتبر المبنى على نطاق واسع أحد أهم تصميماته المبكرة - تم تصميمه في نفس الوقت مع مكتبة فيبورغ. قام آلتو وزوجته أينو بتصميم جميع أثاث المصحات والديكورات الداخلية. بعض الأثاث، وأبرزها كرسي بايميو، لا يزال قيد الإنتاج بواسطة أرتيك.

## تصيم المصحة
كانت نقطة انطلاق آلتو لتصميم المصحة هي جعل المبنى نفسه مساهماً في عملية الشفاء. كان يحب أن يطلق على المبنى «آلة طبية». على سبيل المثال، تم إيلاء اهتمام خاص لتصميم غرف نوم المريض: حيث كانت تحتوي بشكل عام على مريضين، كل منهما بخزانة ومغسلة خاصة به. صمم آلتو أحواض صامتة خاصة حتى لا يزعج المريض الآخر أثناء الغسيل. وضع آلتو المصابيح في الغرفة بعيدًا عن خط رؤية المرضى ورسم السقف باللون الأخضر المائل للرمادي المريح لتجنب الوهج. كان لكل مريض خزانة خاصة به مصممة خصيصًا، مثبتة على الحائط وبعيدة عن الأرض للمساعدة في التنظيف تحتها.
في السنوات الأولى كان «العلاج» الوحيد المعروف لمرض السل هو الراحة التامة في بيئة بهواء نقي وأشعة الشمس. وهكذا في كل طابق من المبنى، في نهاية جناح غرفة نوم المريض، كانت هناك شرفات للتشمس، حيث يمكن سحب المرضى الضعفاء في أسرتهم. يمكن للمرضى الأصحاء الذهاب والاستلقاء على سطح الشمس في الطابق العلوي من المبنى. نظرًا لأن المرضى قضوا وقتًا طويلاً - عادةً عدة سنوات - في المصحة، كان هناك جو مجتمعي متميز بين كل من الموظفين والمرضى؛ شيء أخذه ألتو في الاعتبار في تصميماته، مع العديد من المرافق العامة، ومصلى، بالإضافة إلى سكن الموظفين، وحتى طرق التنزه التي تم وضعها خصيصًا عبر المناظر الطبيعية للغابات المحيطة. في الخمسينيات من القرن الماضي، كان من الممكن التعامل مع المرض جزئيًا عن طريق الجراحة، وبالتالي تمت إضافة جناح الجراحة، الذي صممه أيضًا الاستوديو المعماري في آلتو. بعد فترة وجيزة، شهدت المضادات الحيوية النهاية الافتراضية للمرض، وانخفض عدد المرضى بشكل كبير وتم تحويل المبنى إلى مستشفى عام.

## استخدام المصحة اليوم
لا تزال مصحة بايميو مملوكة لمستشفى جامعة توركو، لكنها لم تعد تستخدم كمستشفى. منذ عام 2014، أصبح المبنى الرئيسي وبعض منازل الموظفين جزءًا من مؤسسة إعادة تأهيل الأطفال والشباب التي تأسست في عام 2000 من قبل رابطة مانرهايم لرعاية الطفل.

## المؤلفات
- مارجريتا إيرستروم، سيركاليسا جيتسونن وتومي ليند، ترشيح مستشفى بايميو للإدراج في قائمة التراث العالمي. موسوفيراستو، هلسنكي، 2005.
- ماريانا هيكينهايمو (2013): الوظيفية والتكنولوجيا، ص. 73-79
- جوران شيلدت، ألفار آلتو. السنوات الأولى. ريزولي، نيويورك، 1984.

## روابط خارجية
- Paimio Sanatorium - Paimion Parantola نسخة محفوظة 10 يناير 2022 على موقع واي باك مشين. (مؤسسة Paimio Sanatorium)
- مصحة بايميو (مؤسسة ألفار آلتو)
- "Tuberculosis and Solar Architecture". solarhousehistory.com. مؤرشف من الأصل في 2023-10-03.